# نارسیسس (آلبوم چندآهنگه)
نارسیسِس (انگلیسی: Narcissus) ششمین آلبوم چندآهنگه از گروه پسرانۀ اهل کره جنوبی اس‌اف۹ است که در ۲۰ فوریه ۲۰۱۹ توسط اف‌ان‌سی انترتیمنت منتشر شد. این آلبوم از شش قطعه، از جمله «Enough» تشکیل شده است.

## موفقیت تجاری
آلبوم در جدول گائون کره در رتبه چهارم قرار گرفت. همچنین در جدول بیلبورد در رتبه یازده قرار گرفت.